# 498 a.C.
Il 498 a.C. (CDXCVIII a.C. in numeri romani) è un anno  del V secolo a.C.

## Eventi
- Roma:
  - Consoli romani: Quinto Clelio Siculo, Tito Larcio.
- Alessandro I succede a suo padre Aminta I come re di Macedonia.
- A Gela, Ippocrate prende il potere dopo la morte del fratello Cleandro.

## Nati
- Ippodamo, architetto e urbanista greco antico († 408 a.C.)

## Morti
- Aminta I di Macedonia, re
- Eualcide, militare greco antico